# Paljakka (kulle i Kajanaland)
Paljakka är en kulle i Finland. Den ligger i hyrynsalmi och landskapet Kajanaland, i den centrala delen av landet, 500 km norr om huvudstaden Helsingfors. Toppen på Paljakka är 255 meter över havet.
Terrängen runt Paljakka är platt åt nordost, men åt sydväst är den kuperad.  Trakten runt Paljakka är nära nog obefolkad, med mindre än två invånare per kvadratkilometer.